# Phyxioschema sayamense
Espèce
Phyxioschema sayamense est une espèce d'araignées mygalomorphes de la famille des Euagridae.

## Distribution
Cette espèce est endémique de la province de Surat Thani en Thaïlande,. Elle se rencontre dans le parc national de Khao Sok vers Phanom.

## Description
Le mâle holotype mesure 11,9 mm et la femelle paratype 16,4 mm.

## Étymologie
Son nom d'espèce, composé de sayam et du suffixe latin -ense, « qui vit dans, qui habite », lui a été donné en référence au lieu de sa découverte, le Sayam.

## Publication originale
- Schwendinger, 2009 : A taxonomic revision of the genus Phyxioschema (Araneae, Dipluridae), I: species from Thailand. Zootaxa, no 2126, p. 1-40.